# Acanthomegabunus sibiricus
Acanthomegabunus sibiricus is een hooiwagen uit de familie echte hooiwagens (Phalangiidae). De wetenschappelijke naam van Acanthomegabunus sibiricus gaat  terug op Tsurusaki, Tchemeris & Logunov.